# قارچ دیگچه‌ای دوزیستان

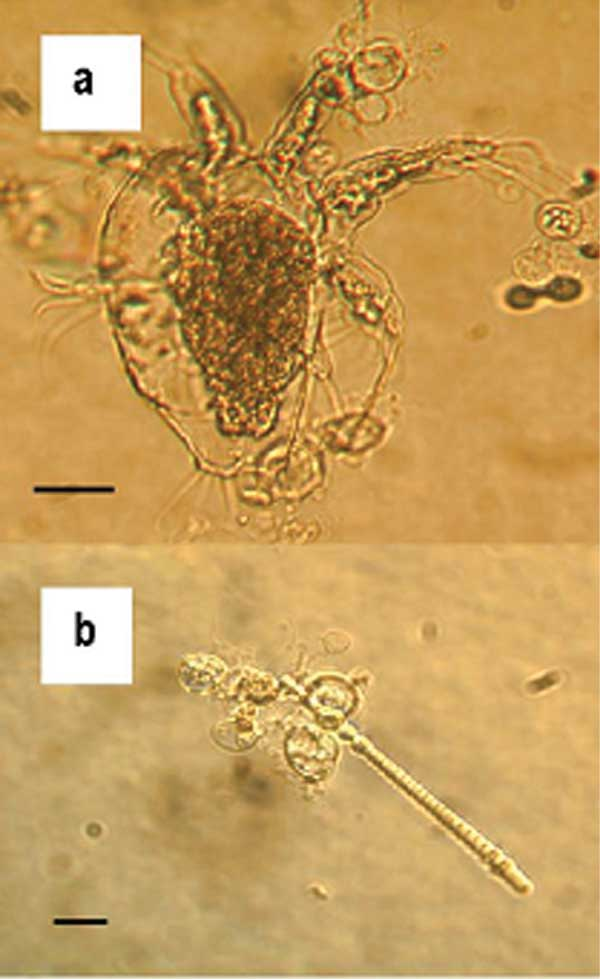
قارچ دیگچه‌ای دوزیستان

قارچ دیگچه‌ای دوزیستان (انگلیسی: Batrachochytrium) نوعی قارچ دیگچه‌ای است که در دوزیستان ایجاد بیماری‌ای به نام بیماری قارچ دیگچه‌ای دوزیستان (Chytridiomycosis) می‌کند.